# Балтимор Рэйвенс
Ба́лтимор Рэ́йвенс (англ. Baltimore Ravens) — профессиональный клуб по американскому футболу, выступающий в Северном дивизионе Американской футбольной конференции Национальной футбольной лиги. Клуб дважды выигрывал Супербоул, победив «Нью-Йорк Джайентс» в Супербоуле XXXV и «Сан-Франциско Форти Найнерс» в Супербоуле XLVII.
История команды начинается с 1996 года, когда владелец клуба «Кливленд Браунс» Арт Моделл перевез команду в Балтимор. Франшизу пришлось переименовать, и после переезда в Балтимор она превратилась в совершенно новую команду. Название «Рэйвенс» («Во́роны») команда получила в честь поэмы «Ворон» Эдгара Аллана По, долгое время жившего в Балтиморе и похороненного на кладбище балтиморского собора.
За недолгую историю существования клуба «Балтимор Рэйвенс» добились значительного успеха, девять раз с 2000 года участвуя в играх плей-офф. «Рэйвенс» остаются единственной командой НФЛ из тех, что неоднократно принимали участие в Супербоуле, ни разу не потерпевшей поражения в финальной игре.
Стоимость команды оценивается в 1,09 миллиардов долларов, что делает её восемнадцатой по стоимости спортивной франшизой в мире. Нынешним владельцем команды является Стив Бискотти.

## История

### Переезд изКливленда, Огайо
Начало существования «Балтимор Рэйвенс» датируется 1996 годом: именно тогда владелец клуба «Кливленд Браунс» Арт Моделл озвучил своё намерение перевезти команду из Кливленда в Балтимор. Эта идея вызвала в Кливленде большое возмущение, и представителям городских властей, НФЛ и клуба пришлось провести несколько встреч для того, чтобы добиться компромиссного решения. В итоге переговорщик со стороны НФЛ был вынужден пообещать, что Кливленд получит новую команду как только появится такая возможность, но не позднее 1999 года.

Кроме того, соглашение предусматривало сохранение прав на бренд «Браунс», на цвета команды, на дизайн формы и клубные рекорды за Кливлендом. Моделл оставил за собой контракты со всеми игроками, однако его команда должна была начать свою историю с нуля, как новая франшиза. 

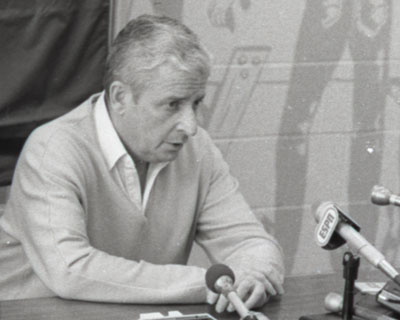
Арт Моделл заявляет о переезде «Браунс».

Сразу после переезда Моделл назначил главным тренером Теда Марчиброду, специалиста, известного, в первую очередь, работой с командой «Балтимор Колтс» в 1970-х годах и командой «Индианаполис Колтс» в начале восьмидесятых. Оззи Ньюсом, тайт-энд «Браунс», длительное время выступавший за команду, Присоединился к новому проекту Моделла в качестве одного из спортивных директоров. В дальнейшем Оззи был повышен до вице-президента.
Название команды было выбрано в ходе опроса, проведенного газетой «Балтитмор Сан» среди людей, заранее записавшихся в болельщики новой команды. Шорт-лист названий состоял из трех вариантов: «Рэйвенс», «Марадёрс» и «Американс». Из 33 288 опрошенных фанатов около двух третей (21 108) высказались за «Рэйвенс». Это название — отсылка к знаменитой поэме «Ворон» американского писателя Эдгара Аллана По, жившего и умершего в Балтиморе.
Домашним стадионом для «Рэйвенс» стал Мемориальный стадион Балтимора, на котором прежде играла команда «Балтимор Колтс». В 1998 году «Рэйвенс» получили новый стадион в Кэмден Ярдс — M&T Банк Стэдиум, на котором команда выступает до сих пор.

### Годы становления и эпоха Теда Марчиброды (1996—1998)

#### 1996
На драфте НФЛ 1996 года «Балтимор Рэйвенс», получив два выбора в первом раунде, выбрали оффенсив тэкла Джонатана Огдена и лайнбекера Рэя Льюиса под общими номерами 4 и 26, соответственно.

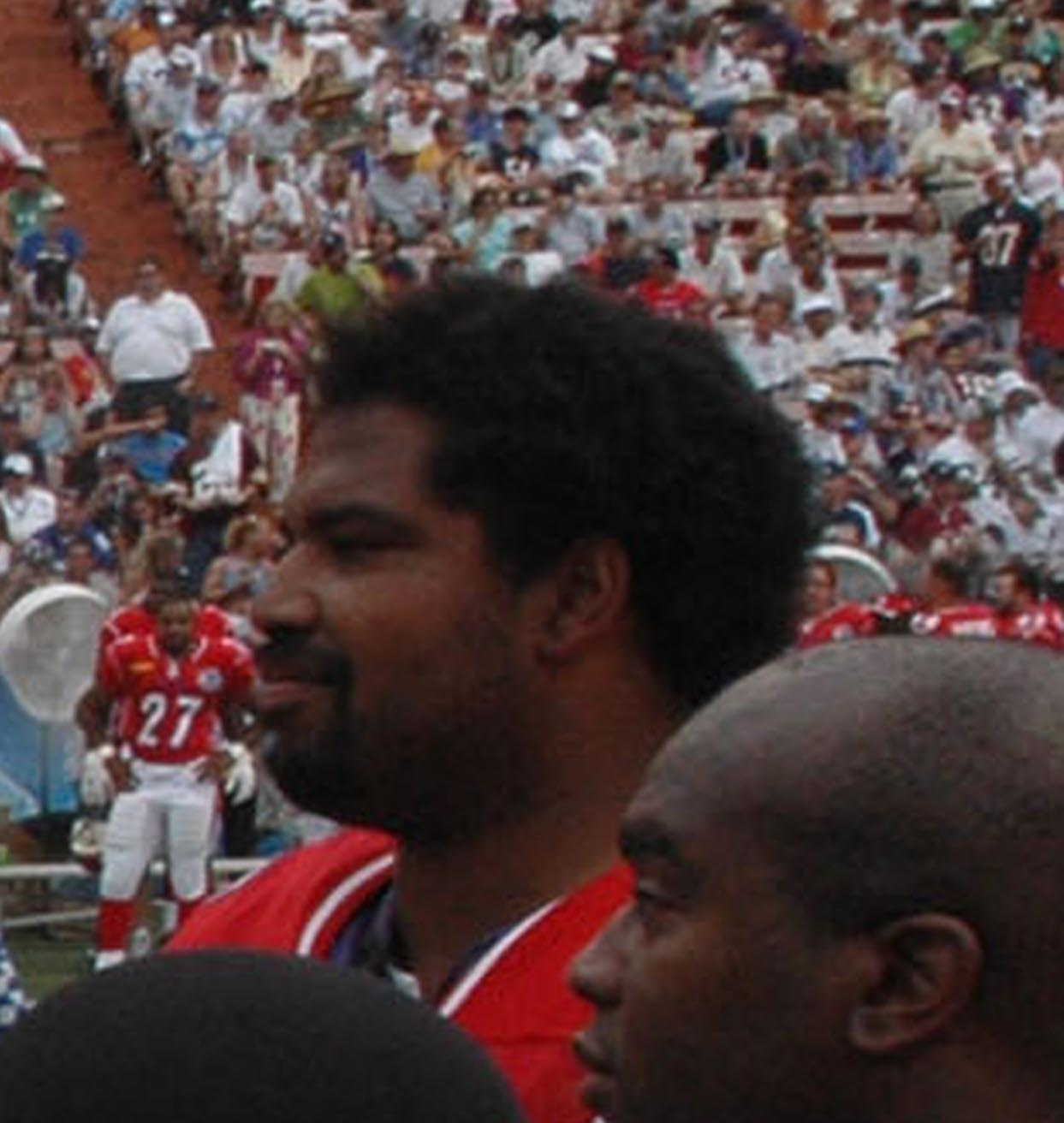
Джонатан Огден, оффенсив-тэкл «Рэйвенс» с 1996 до 2007 года

В сезоне 1996 «Рэйвенс» выиграли свою стартовую игру против «Окленд Рэйдерс», однако результат сезона оказался для Балтимора неутешительным: 4-12.

#### 1997
Сезон 1997 года «Рэйвенс» начали с трех побед и одного поражения. Питер Булвар, защитник-новичок, пришедший в команду из университета штата Флорида поставил рекорд, сделав 11,5 сэков и был назван лучшим игроком защиты из всех новичков 1997 года по версии Американской футбольной конференции.Команда закончила сезон с показателями 6-9-1.
26 октября состоялось первое дерби Мэриленда, в котором балтиморскому клубу противостояли «Вашингтон Редскинз» из Ландовера. В этой игре «Вороны» одержали победу со счетом 20-17.

#### 1998
Квотербек Винни Теставерде перешёл в «Нью-Йорк Джетс» перед началом сезона 1998. Его заменил игрок «Индианаполис Колтс» Джим Харбо. Вместе с ним к команде присоединились корнербек Род Вудсон, показавший неплохие результаты в «Питтсбург Стилерз», и выбранный на драфте раннинбек Прист Холмс.
В ходе сезона «Рэйвенс» выиграли 6 игр и проиграли 10. 29 ноября в Балтиморе состоялась игра между «Воронами» и «Индианаполис Колтс», командой, базировавшейся в столице Мэриленда первые пятнадцать лет своей истории. Фанаты Балтимора встретили команду-перебежчика крайне недоброжелательно, и «Рэйвенс», ведомые квотербеком Джимом Харбо, выиграли со счетом 38-31.

### Эпоха Брайана Билика и первая победа в Супербоуле (1999—2007)

#### 1999

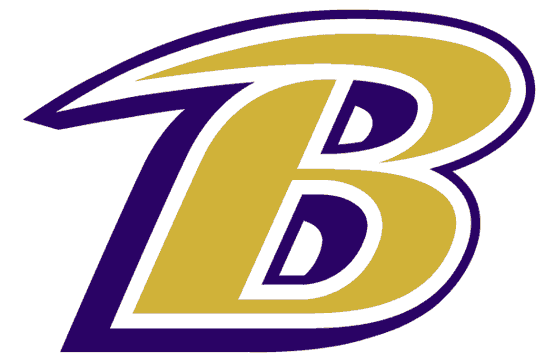
Один из ранних вариантов эмблемы «Рэйвенс»

Три неудачных сезона под руководством Теда Марчиброды привели ко вполне предсказуемой отставке главного тренера. Новым главным тренером в 1999 году был назначен Брайан Билик, до этого работавший координатором нападения в проведшей успешный сезон команде «Миннесота Вайкингс». Квотербек Тони Бэнкс пришел из Сент-Луис Рэмс, и провел свой лучший сезон, сделав 17 тачдаун-пасов. Ассистировал ему ресивер Квадри Исмаил, набравший более тысячи ярдов за сезон. После не очень удачного начала (4-7) «Рэйвенс» завершили сезон с общим счетом 8-8.
Из-за затянувшихся финансовых проблем клуба НФЛ настоятельно рекомендовала Моделлу продать часть франшизы. 27 марта 2000 года владельцы НФЛ одобрили продажу доли клуба (49 %) Стиву Бискотти. Одним из условий сделки было право Бискотти на выкуп оставшейся доли за 325 миллионов долларов в 2004 году. Позднее Бискотти воспользовался этим правом и 9 апреля 2004 года НФЛ подтвердила полный переход права владения командой к Стиву Бискотти.

#### 2000: Супербоул XXXV

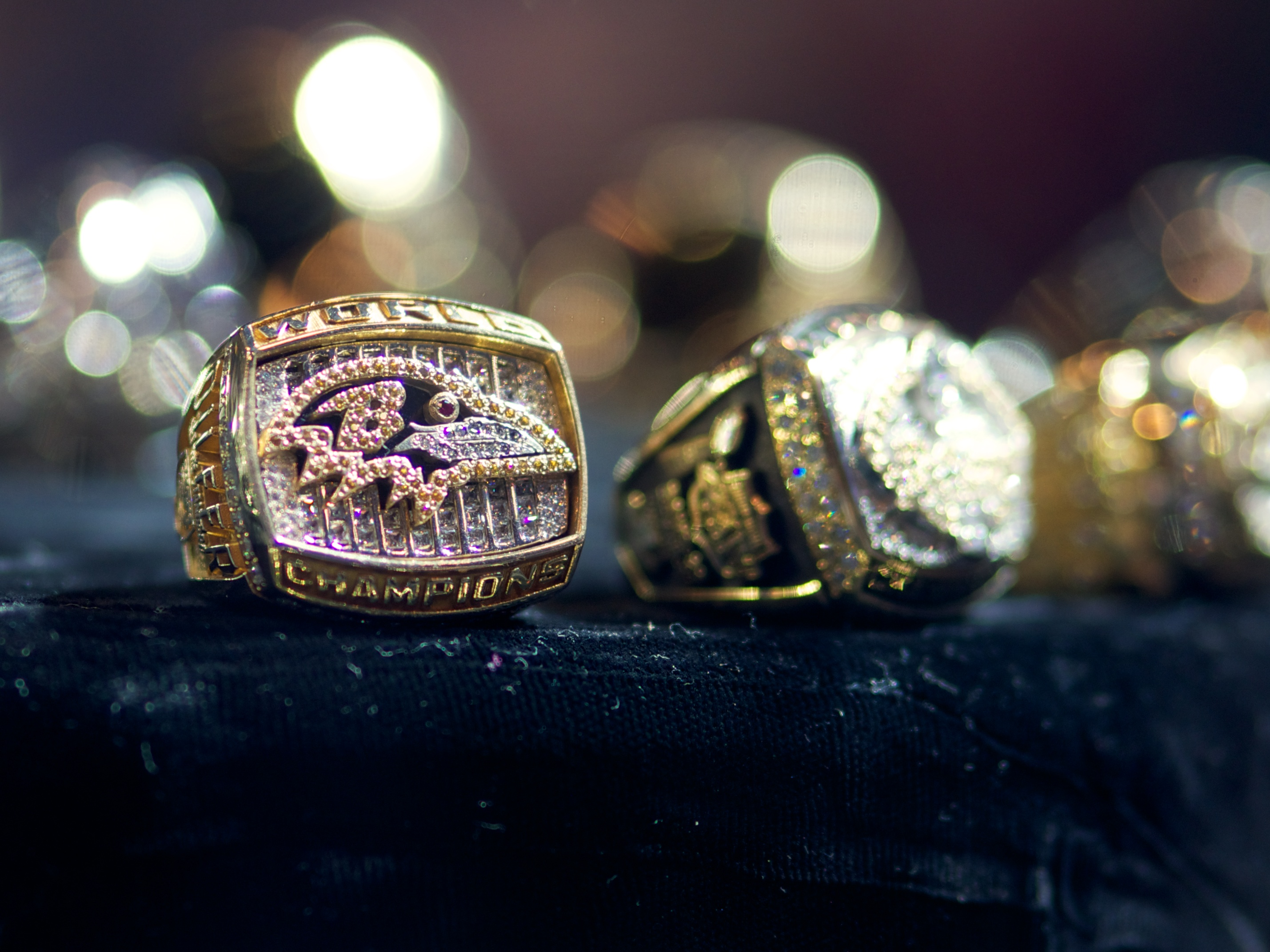
Кольца победителей Супербоула XXXV

В сезоне 2000 года «Рэйвенс» оказались обладателями одной из самых грозных защитных линий в истории НФЛ. Они установили новый рекорд Лиги по сдерживанию команд соперника (165 очков) — предыдущее достижение принадлежало «Чикаго Беарз» и составляло 186 очков за 16 игр. Лайнбекер Рэй Льюис был назван лучшим игроком защиты 2000 года, и, вместе со своими партнерами по команде , Сэмом Адамсом и Родом Вудсоном, помог команде Американской футбольной конференции одержать победу в Про Боуле.
«Балтимор» начал сезон с рекордной для себя начальной серии 3-1. Через некоторое время 3-1 превратились в 5-4, и стартового квотербека Тони Бэнкса заменил Трент Дилфер, а Брайан Билик выступил с заявлением о том, что более изменений на позиции квотербека не будет до конца сезона. Тем не менее, новичок команды, раннинбек Джамал Льюис, смог набрать 1 364 ярда на выносе за сезон, а великолепная защита «Рэйвенс» в какой-то мере компенсировала не самую удачную игру нападения. Так, например, в какой-то момент сезона команда в четырех матчах подряд не смогла сделать ни одного тачдауна в нападении, но при этом одержала победу в двух из этих матчей. После значительной перестройки атакующей линии «Вороны» смогли выиграть семь последних матчей сезона, завершив год с показателем 12-4.
С ещё лучшей статистикой (13-3) провела сезон команда Южного дивизиона Американской футбольной конференции «Теннеси Тайтанс», поэтому «Рэйвенс» должны были провести дополнительный матч для получения уайлд-кард. В своей первой игре плей-офф «Балтимор Рэйвенс», в присутствии 69 638 своих болельщиков, на переполненном PSINet Стэдиум, одержали победу над представителями дивизиона Запад АФК «Денвер Бронкос» со счетом 21-3.
Следующая игра плей-офф прошла в Теннесси, «Рэйвенс» играли с командой «Теннеси Тайтанс». Ничья 10-10 в начале четвертой четверти превратилась в убедительную победу «Балтимора» после того, как Энтони Митчелл перехватил и вернул в зачетную зону соперника филд-гол, пробитый Альбертом Дель Греко. Буквально через несколько минут после этого Рэй Льюис перехватил пас квотербека «Теннеси Тайтанс» и заработал тачдаун, установив, тем самым, окончательный счет: 24-10.

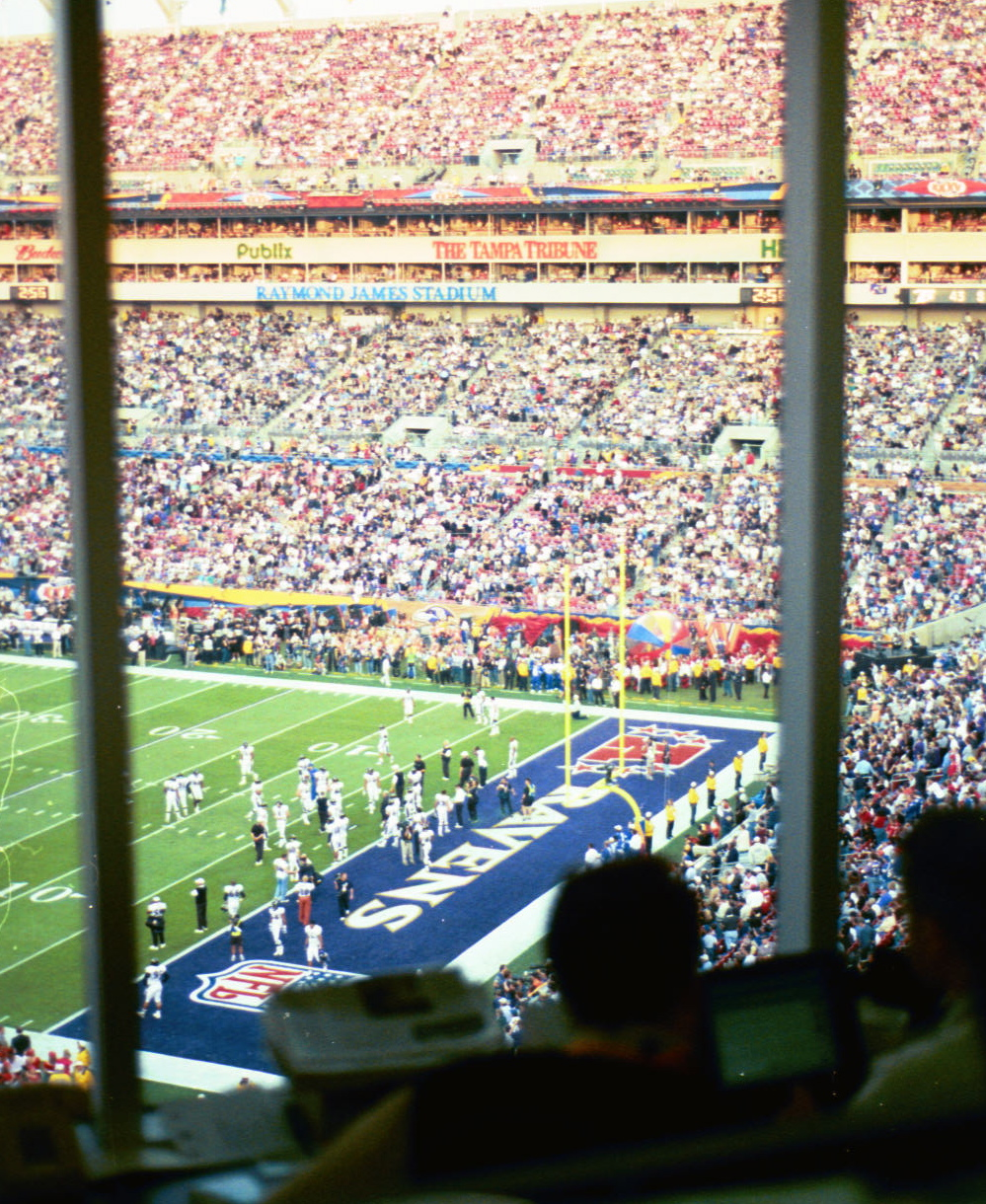
Вид на «Рэймонд Джеймс Стэдиум» из ложи прессы во время Супербоула XXXV

Эта победа позволила «Рэйвенс» принять участие в чемпионском матче Американской футбольной конференции против представителя дивизиона Запад АФК «Окленд Рэйдерс». 96-ярдовый тачдаун Шэннона Шарпа в начале второй четверти и полная беспомощность атаки «Рэйдерс» предопределили итоговую победу «Балтимора» (16-3).
Супербоул XXXV прошел в городе Тампа, штат Флорида, на «Рэймонд Джеймс Стэдиум». В этом матче против команды «Нью-Йорк Джайентс» футболисты «Рэйвенс» совершили четыре сэка, пять перехватов (один из них был возвращен в зачетную зону соперника Дуэйном Старком) и победили со счетом 34-7. Единственный тачдаун «Джайентс» произошел после возврата начального удара соперника, и это сделало «Балтимор Рэйвенс» одной из трех команд в истории Национальной футбольной лиги, чья защита не позволила нападению соперника набрать ни единого очка в финальной игре. Кроме этого «Рэйвенс» стали третьей командой, которая выигрывала Супербоул, пробившись в финальную игру через уайлд-кард. После перехвата и тачдауна Дуэйна Старка команды обменялись возвратами кик-оффа, что позволило записать на счет этого матча ещё один рекорд — три последовательных тачдауна за 36 секунд игрового времени.

#### 2001
В 2001 году «Вороны» попытались защитить свой титул, подписав на позицию квотербека свободного агента Элвиса Грбача, но слабая игра нападения «Балтимора» и травма Джамала Льюиса, полученная им в первый же день тренировочного лагеря и оставившая его без игры на целый сезон, серьезно подкосили команду. Тем не менее, 3-3 после первых шести игр превратились в итоговые 10-6: «Балтимор Рэйвенс» получили право на игру в раунде уайлд-карт, одержав на последней неделе регулярного сезона победу над «Миннесота Вайкингс».
В первом раунде плей-офф «Вороны» продемонстрировали игру образца своего прошлого сезона и легко прошли «Майами Долфинс»: три вынужденные потери мяча соперником, счет по набранным ярдам — 347 к 151 в пользу Балтимора, и итоговый счет — 20-3. Но уже в следующем матче, в котором «Балтимор Рэйвенс» встречались с «Питтсбург Стилерз», Грбач сам бросил три перехвата, и, проиграв со счетом 27-10, «Вороны» завершили свой сезон.

#### 2002
В сезоне 2002 «Балтимор Рэйвенс» столкнулись проблемой потолка зарплат и были вынуждены расстаться с рядом чрезвычайно важных для команды игроков. Тем не менее, «Рэйвенс» не теряли надежды как минимум повторить достижения предыдущего сезона. Те же 3-3 после первых шести игр и 6-6 перед заключительной неделей оставляли «Воронам» шансы на плей-офф, однако три поражения в декабре (37-25 от «Хьюстон Тексанс», 14-13 от «Кливленд Браунс» и 34-31 от «Питтсбург Стилерз») — и «Вороны», заняв третье место в своем дивизионе, завершили сезон с общим счетом 7-9 и впервые за три года не вышли в плей-офф.

#### 2003

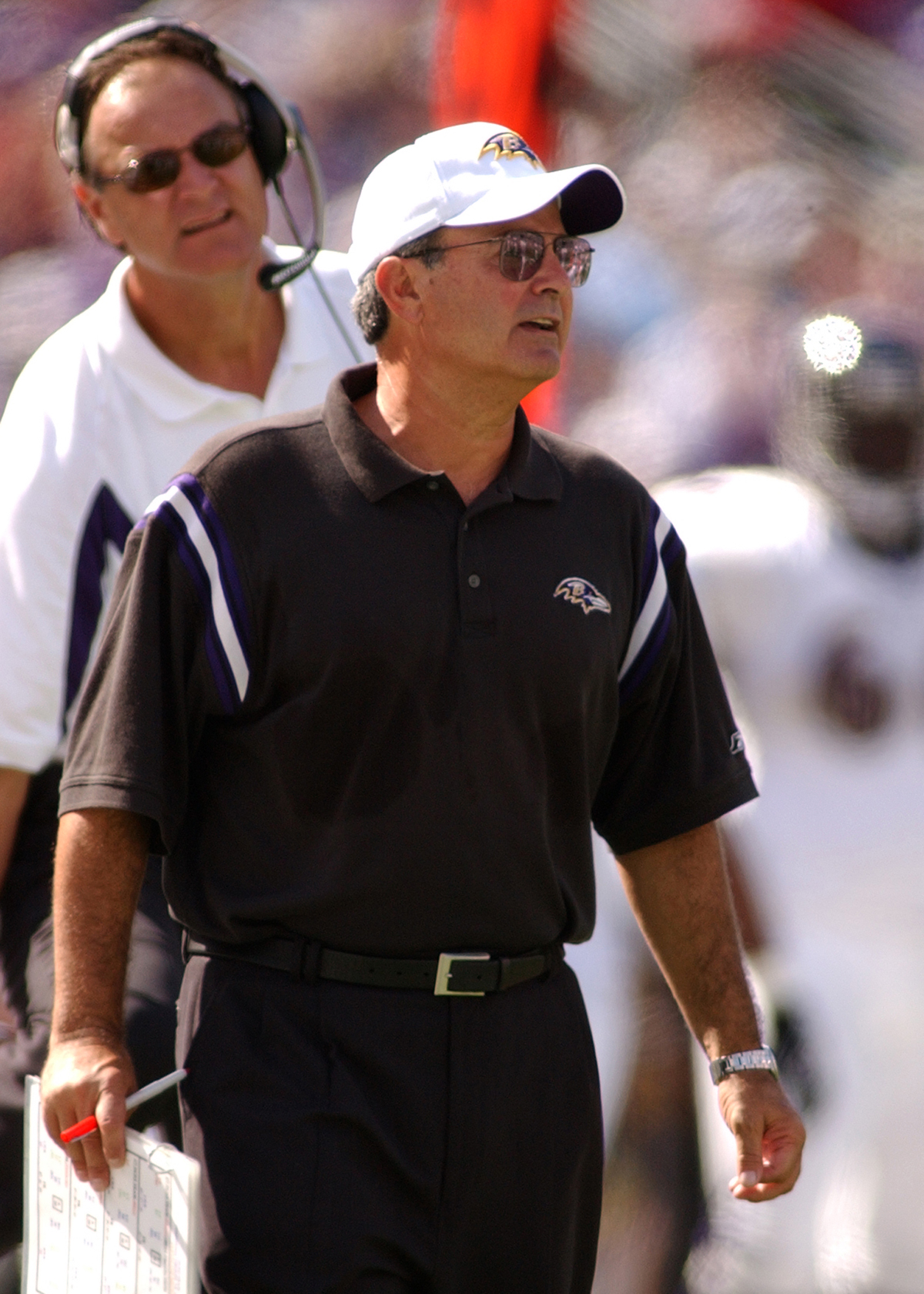
Тренеры Гарри Заунер и Брайан Билик с командой «Балтимор Рэйвенс» в 2003.

Перед началом сезона команде был необходим квотербек, однако всех топовых квотербеков на драфте 2003 взяли в первых же пиках (под общим первым номером в «Цинциннати Бенгалс» ушел будущий участник Про Боула Карсон Палмер, а под общим седьмым номером команде «Джексонвиль Джагуарс» достался Байрон Лефтвич), поэтому в первом рауде «Балтимор Рэйвенс», выбиравшие десятыми, взяли дефенсив энда Террелла Саггза, и обменяли свой выбор во втором раунде драфта 2003 и в первом раунде драфта 2004 на ещё один выбор в первом раунде 2003.
Под общим 19-м номером «Балтимор» взял квотербека из Калифорнийского университета в Беркли Кайла Боллера, а команда «Нью-Ингленд Пэтриотс», получившая пик «Балтимора» в первом раунде 2004, потратила его на дефенсив тэкла Винса Вилфорка, который, в дальнейшем, пять раз становился участником Про Боула.
В новый сезон «Балтимор Рэйвенс» вошли с новым стартовым квотербеком и усиленной линией защиты, но к середине сезона этого хватило только на 5-5 по итогам десяти игр, к тому же Кайл Боллер получил травму и был заменен квотербеком Энтони Райтом. Значительное улучшение в игре «Рэйвенс» наметилось после домашней победы в овертайме над «Сиэтл Сихокс» со счетом 44-41. По ходу этой игры команда из Балтимора отыгралась за семь последних минут основного времени со счета 41-24, а победу в дополнительное время принес точный филд-гол в исполнении кикера Мэтта Стовера.
«Вороны» одержали победу в пяти из шести последних матчей регулярного сезона и заняли первое место в своем дивизионе (10-6). Раннинбек Джамал Льюис в сезоне 2003 набрал на выносе 2 066 ярдов, а в одной из игр — с «Кливленд Браунс» — установил рекорд НФЛ для одной игры, пройдя 295 ярдов. Льюис стал пятым игроком НФЛ, преодолевшим отметку 2 000 ярдов за сезон на выносе, и ему не хватило всего 39 ядов для того, чтобы побить рекорд Эрика Дикерсона.
По итогам сезона Джамал Льюис получил награду «Лучший игрок нападения 2003», а Рэй Льюис, также проведший выдающийся год, был назван лучшим игроком защиты, причем во второй раз в своей карьере. Впервые за всю историю НФЛ лучшими представителями защиты и нападения оказались игроки одной команды. Впрочем, окончание сезона для «Рэйвенс» выдалось не очень удачным: в первой же игре плей-офф команда уступила «Теннесси Тайтанс» со счетом 17-20.
По окончании сезона 2003 Арт Моделл передал оставшийся пакет акций клуба Стиву Бискотти, завершив, таким образом, свой 40-летний период владения франшизой. Моделл оставил за собой офис в штаб-квартире «Рэйвенс» в Оуингз Миллз, Мэриленд и продолжает работать с командой в качестве консультанта.

#### 2004
По результатам сезона 2004 «Рэйвенс» не сумели пробиться в плей-офф и завершили год с общим счетом 9-7. Кайл Боллер провел весь сезон в качестве стартового квотербека. Неплохую игру в сезоне продемонстрировали корнербек-ветеран Дион Сандерс и сэйфти Эд Рид. Кроме того, «Балтимор Рэйвенс» были единственной командой, сумевшей нанести поражение «Питтсбург Стилерз» в рекордном для «сталеваров» сезоне (15-1 по итогам шестнадцати игр).

#### 2005
Перед началом сезона 2005 «Рэйвенс» попытались улучшить свою группу принимающих (по качеству игры принимающих команда из Балтимора была одной из худших в 2004 году), подписав Деррика Мэйсона из «Теннеси Тайтанс» и задрафтовав многообещающего новичка Марка Клейтона в первом раунде драфта 2005. Тем не менее, это не помогло «Балтимору» даже пробиться в плей-офф: сезон, включавший в себя победу над будущими чемпионами Супербоула «Питтсбург Стилерз» и разгром «Грин Бэй Пэкерз» со счетом 48-3, закончился для «Рэйвенс» после 16-ти игр (6-10).

#### 2006
Сезон 2006 начался с попыток улучшить прошлогоднюю разницу побед и поражений (6-10). Команда, впервые за свою историю, выиграла четыре стартовые игры, а новым лидером на поле стал перешедший из «Теннеси Тайтанс» квотербек Стив МакНейр.

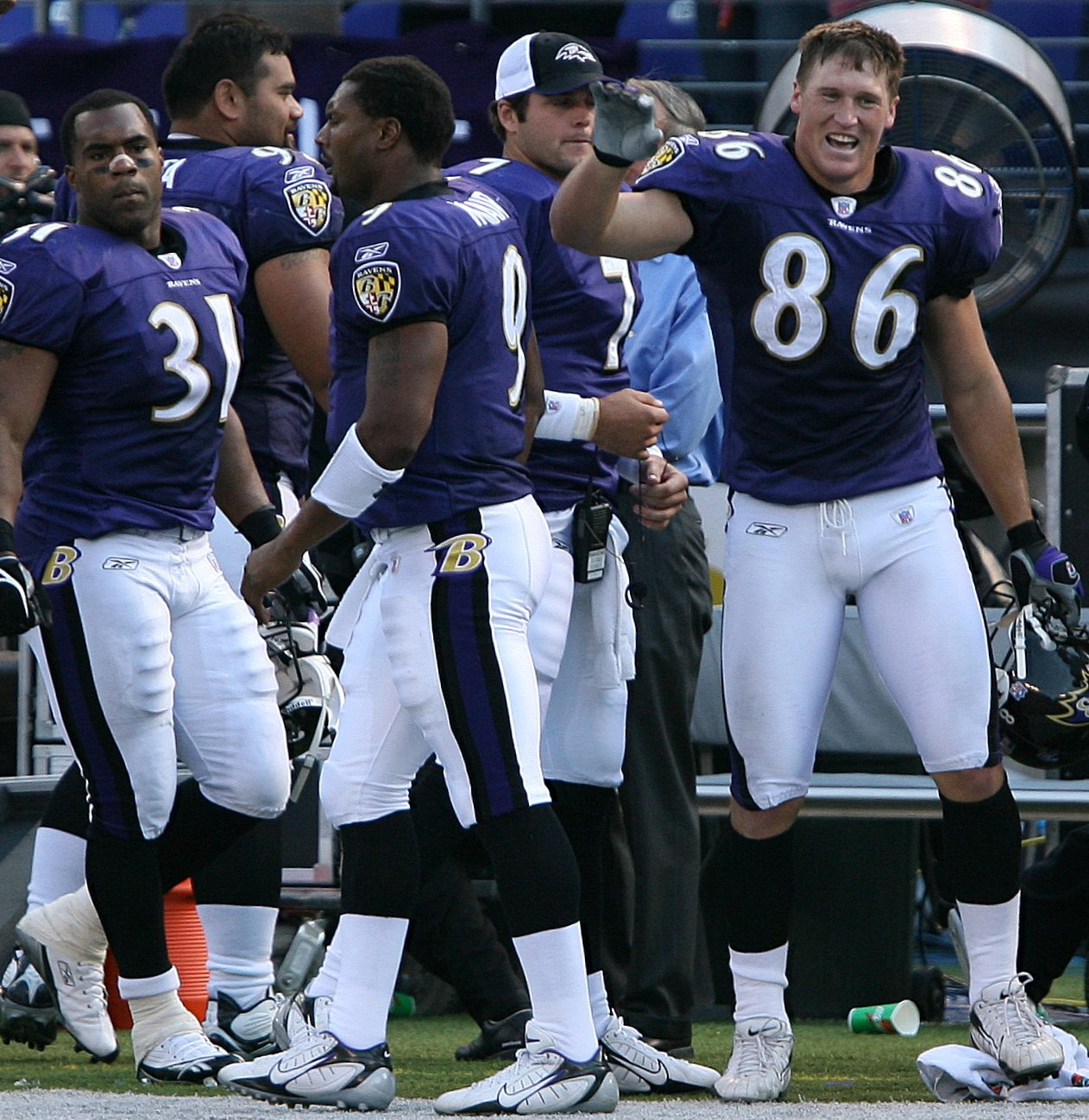
Раннинбек «Рэйвенс» Джамал Льюис (31), дефенсив тэкл Халоти Нгата (92), Стив МакНейр (9), и тайтэнд Тодд Хип в 2006.

После двух подряд поражений в середине сезона (от «Денвер Бронкос» и «Каролина Пантерз»), вызванных проблемами в атакующей линии, Билл Биллик был вынужден уволить координатора нападения Джима Фассела. После перерыва на седьмой неделе «Балтимор» выдал пятиматчевую победную серию, прервавшуюся на тринадцатой неделе после проигрыша «Цинциннати Бенгалс» (13-7).
Несмотря на неплохую статистику (9-3 перед заключительным месяцем) «Рэйвенс» не имели права упускать победы: "Сан-Диего Чарджерс " продолжали лидировать в конференции АФК. «Балтимор» завершил регулярный сезон четырьмя победами, разгромив, в числе прочих, действующих чемпионов Супербоула «Питтсбург Стилерз» и сняв, тем самым, все вопросы относительно победителя конференции АФК Север.
«Балтимор Рэйвенс» завершили сезон с лучшими показателями в истории франшизы: 13-3. «Вороны» выиграли титул лучшей команды дивизиона АФК Север и стали вторыми сеянными в конференции АФК. В плей-офф команде пришлось встретиться с «Индианаполис Колтс» — и это была первая встреча двух команд вне рамок регулярного сезона. Болельщики в Балтиморе и Индианаполисе называли эту встречу «Судным днём», в котором должны были сойтись старая команда из Балтимора («Индианаполис Колтс» до 1984 года назывались «Балтимор Колтс» и базировались в Балтиморе) и новая команда из Балтимора.
По ходу игры ни одна команда не смогла сделать тачдаун, вторая и третья четверть закончились с одинаковым счетом 3-3, а вот в первой и четвертой четвертях «Индианаполис Колтс» — будущие чемпионы Супербоула — были сильнее (6-0 и 3-0, соответственно). Квотербек «Балтимора» Стив МакНейр допустил два перехвата (один из них — на границе собственной зачетной зоны) и бросил лишь 18 точных пасов из 29.

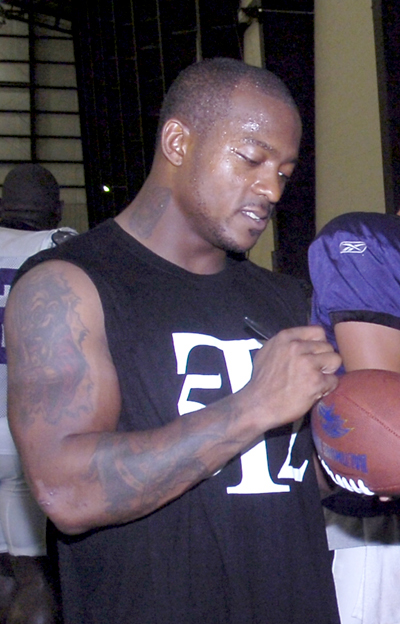
Уиллис МакГэхи провел за «Балтимор Рэйвенс» четыре сезона на позиции раннинбека.

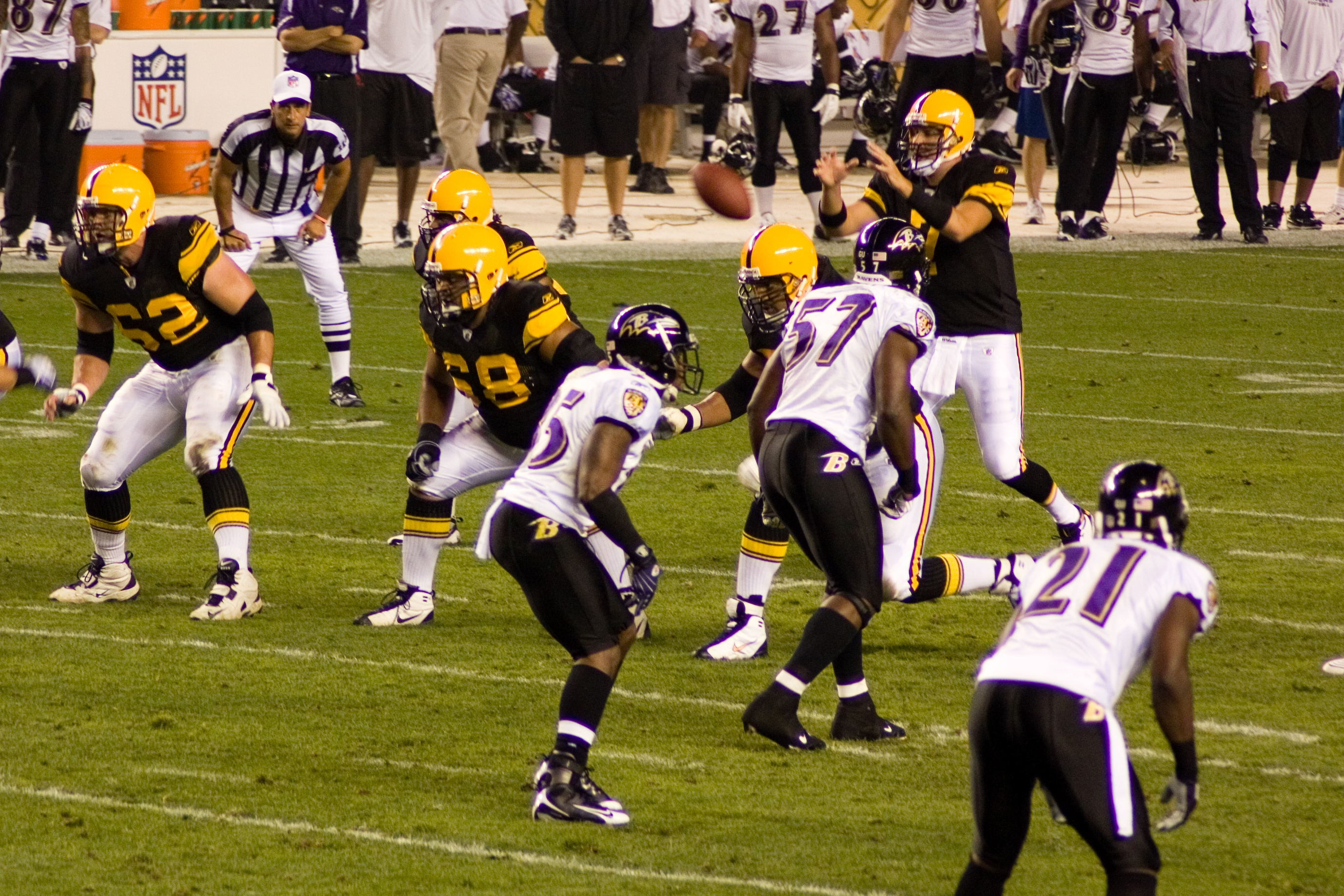
«Рэйвенс» против «Стилерз» в сезоне 2008.

#### 2007
После неплохого сезона 2006, «Балтимор Рэйвенс» намеревались улучшить результат, показанный в прошлом году, однако череда травм значительно повлияла на игру команды: после ужасной серии из восьми поражений «Балтимор» завершил сезон на дне турнирной таблицы своего дивизиона, одержав всего пять побед и уступив в одиннадцати играх.
Проиграв в овертайме 22-16 «Майами Долфинс», команде, которая до этого — за 14 игр сезона 2007 — не смогла одержать ни одной победы, Брайан Биллик сделал свою отставку неизбежной. Она состоялась 31 декабря 2007 года, через сутки после окончания регулярного чемпионата. На место Биллика был взят Джон Харбо, тренер спецкоманд «Филадельфия Иглз» и старший брат бывшего квотербека «Рэйвенс» Джима Харбо.

### Эпоха Джона Харбо: Джо Флакко и вторая победа в Супербоуле (2008-наст.)

#### 2008: Харбо, Флакко и Райс
Перед началом сезона у «Рэйвенс» появилось сразу два новичка на основных позициях — новый главный тренер (Джон Харбо) и новый квотербек, взятый под общим 18-м номером на драфте 2008 (Джо Флакко). Игровой год начался весьма необычно для команды: игра второй недели с «Хьюстон Тексанс» была перенесена на два месяца из-за урагана «Айк». Это вынудило «Балтимор» провести в 2008 году восемнадцать игр подряд (с учетом игр плей-офф), без единой свободной недели для перерыва.
За неутешительными стартовыми 2-3 (три проигрыша подряд: «Питтсбург Стилерз», «Теннеси Тайтанс» и «Индианаполис Колтс») последовала столь ожидаемая болельщиками команды месть за поражение предыдущего сезона: на своем домашнем стадионе была повержена команда «Майами Долфинс» (27-13). Однако самая красивая победа сезона была одержана над представителями дивизиона Восток Национальной футбольной конференции «Даллас Ковбойз». В четвертой четверти матча игрок «Балтимор Рэйвенс» Уиллис МакГэхи совершил тачдаун после выноса на 77 ярдов, установив, тем самым, рекорд для далласского стадиона. Но этот рекорд продержался всего несколько минут: уже на следующем владении «Рэйвенс» фуллбек Лерон МакКлейн сделал тачдаун после выноса на 82 ярда.

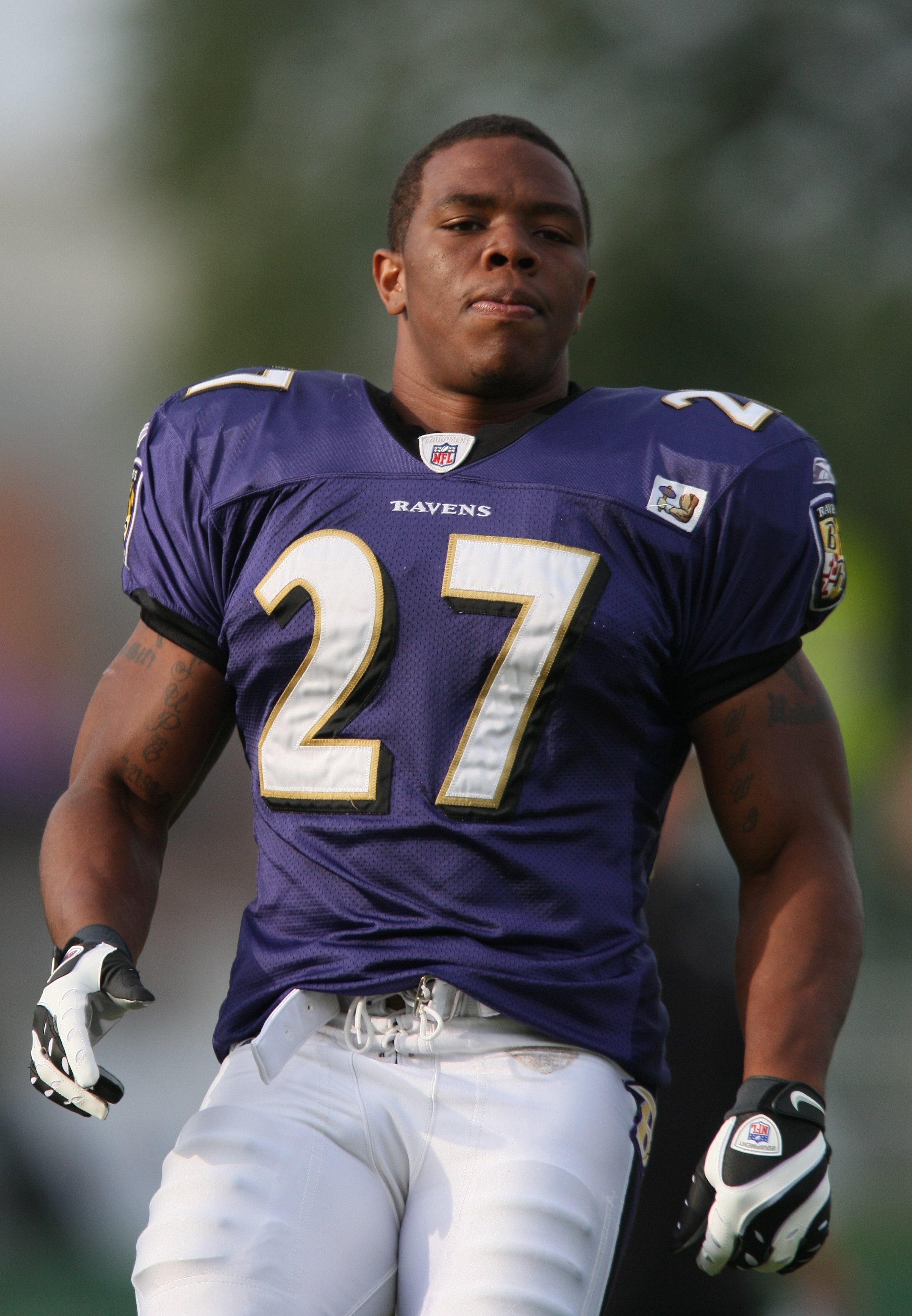
Рэй Райс был задрафтован «Рэйвенс» в 2008 году и трижды после этого принимал участие в Про Боуле: в 2009, 2010 и 2011 годах.

Плей-офф «Балтимор» начал с победы над всё теми же «Майами Долфинс» в раунде уайлд-кард 4 января 2009. Четыре перехвата (один из которых завершился тачдауном Эда Рида) позволили команде сохранить значительное преимущество до конца матча (27-9). Шесть дней спустя, в игре за дивизионное первенство, «Вороны» наказали ещё одних своих обидчиков: со счетом 13-10 в гостях были обыграны «Теннеси Тайтанс». В этом матче Мэтт Стовер принес своей команде победу, забив филд гол за 53 секунды до конца основного времени матча.
Но в итоге «Рэйвенс» остановились в одном шаге от «Супербоула», проиграв в гостях «Питтсбург Стилерз» со счетом 23-14.

#### 2009

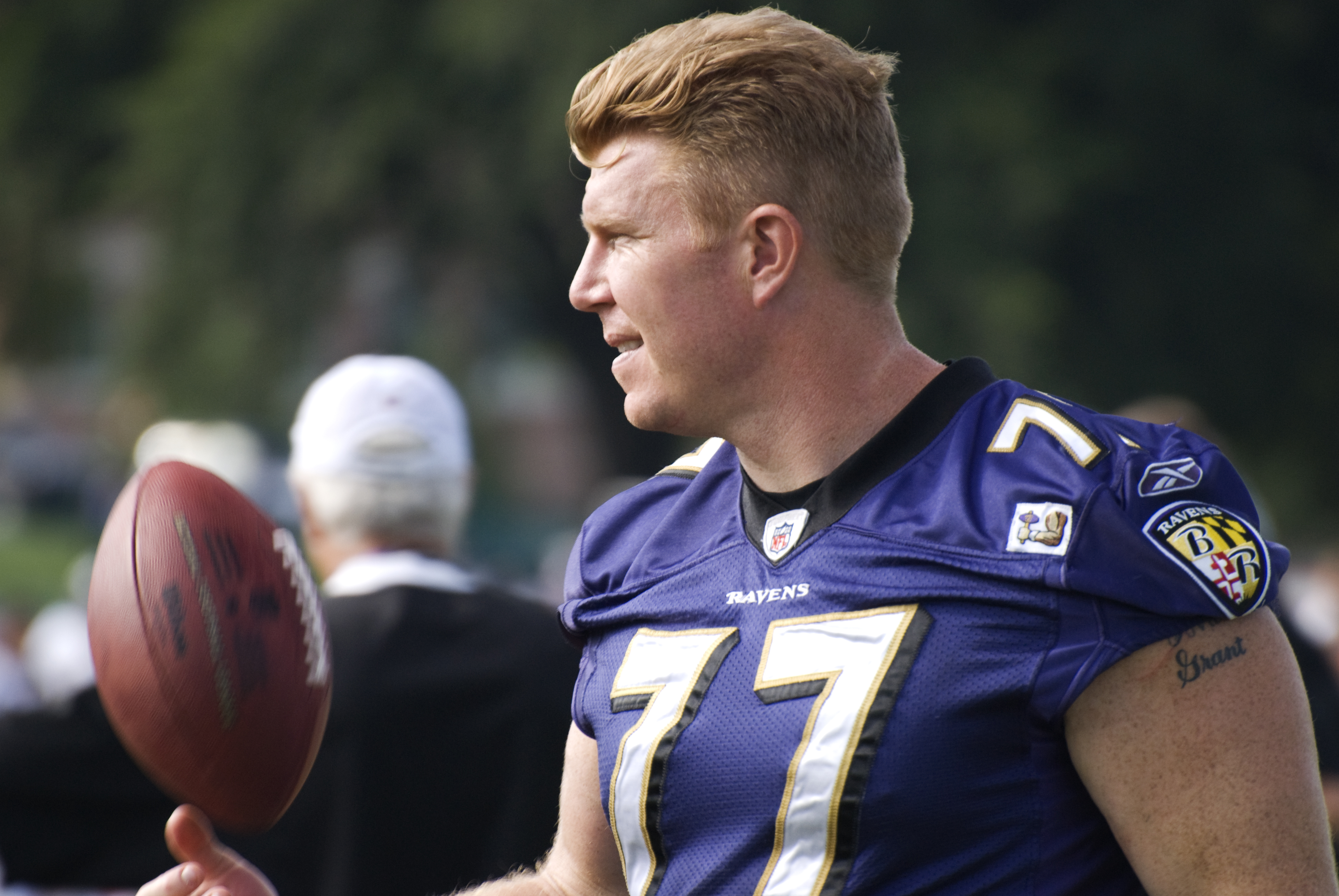
Мэтт Бирк в тренировочном лагере перед началом сезона 2009.

После ухода Мэтта Стовера в «Индианаполис Колтс» и завершения карьеры Джонатана Огдена из первого состава 1996 года в команде остался только один человек — лайнбекер Рэй Льюис. Уход ветеранов не мог пройти для команды безболезненно, а неплохой предыдущий сезон означал выбор внизу драфта — 26 очередь. В итоге в первом же раунде «Балтимору» пришлось совершить обмен: за свой 26 пик в первом раунде и 26 пик в пятом раунде они получили 23 пик в первом раунде от команды «Нью-Ингленд Пэтриотс». Выбором «Рэйвенс» стал оффенсив тэкл из Университета Миссисипи Майкл Оэр, про жизнь которого в 2009 году был снят фильм «Невидимая сторона».

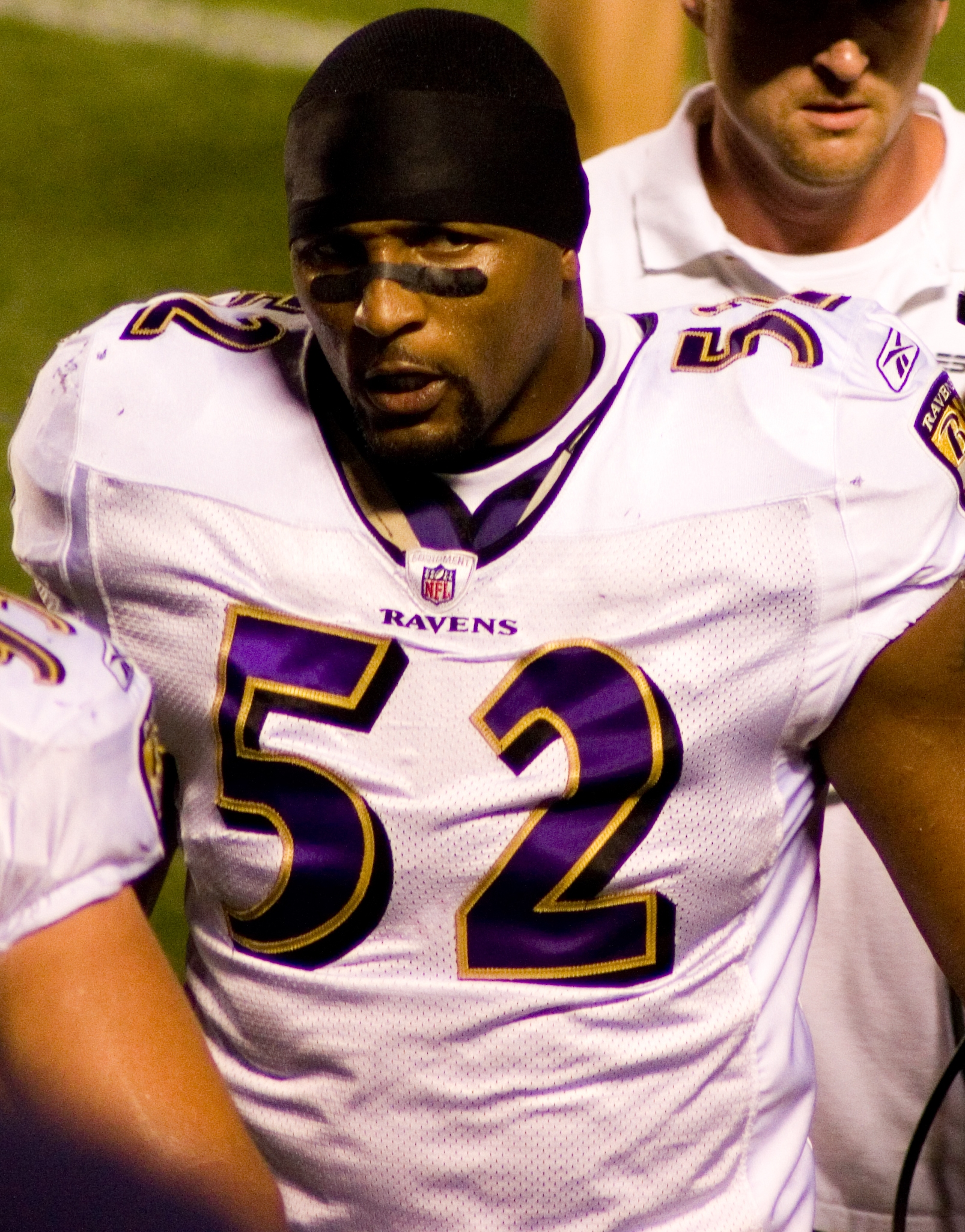
Рэй Льюис во время игры регулярного сезона 2009.

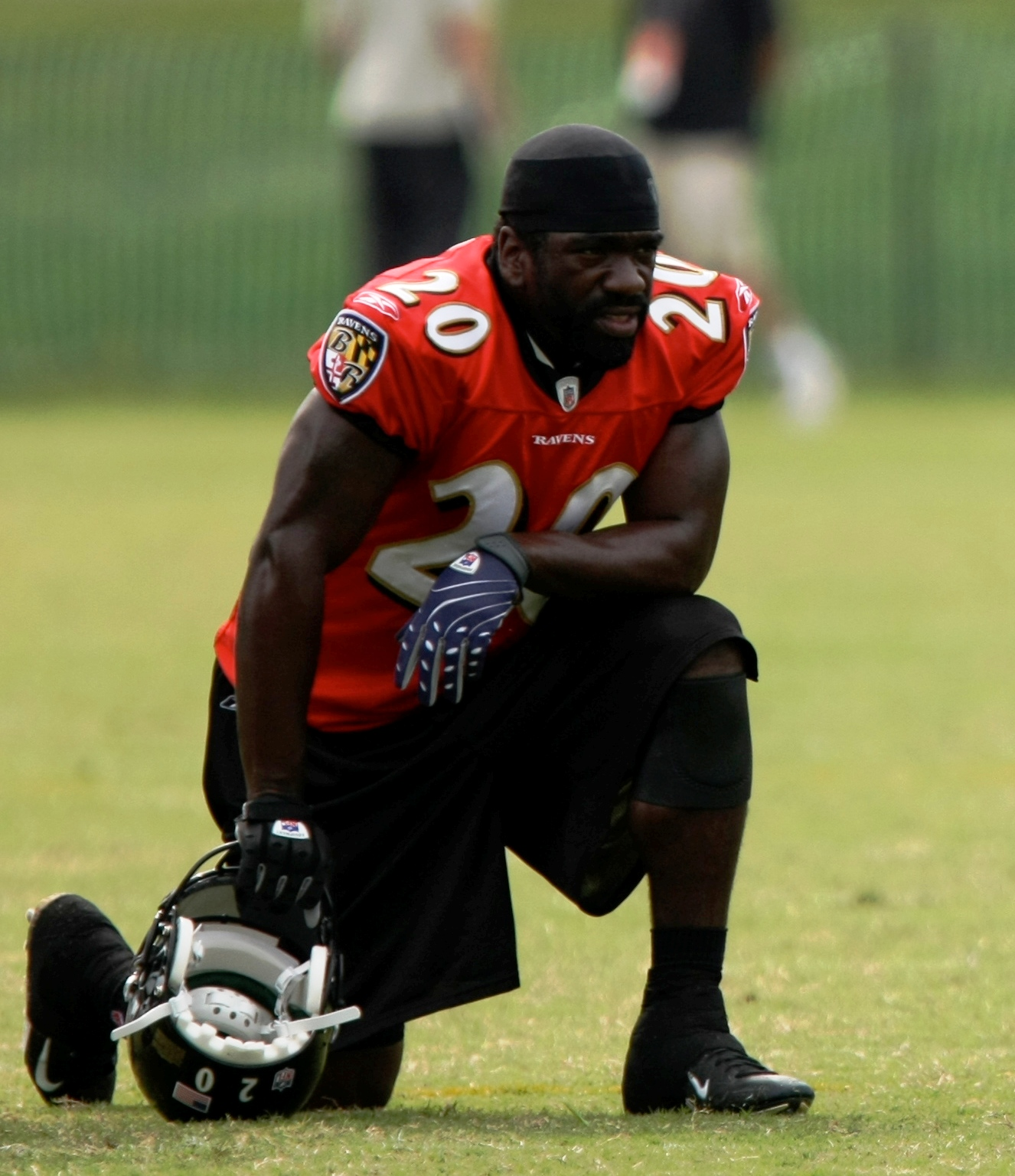
Эд Рид в тренировочном лагере «Рэйвенс».

Первый матч сезона сложился для команды удачно: со счетом 38-24 были повержены представители Запада АФК «Канзас-Сити Чифс». На второй неделе участь «вождей» постигла их соседей по дивизиону «Сан-Диего Чарджерс» — 31-26, а Рэй Льюис отметился превосходным захватом, остановившим потенциально победный драйв «Чарджерс» в четвертой четверти. Проведя на победной волне третий матч «вороны» фактически уничтожили своих старых соперников «Кливленд Браунс» (34-3): свой единственный филд гол «Браунз» забили в четвертой четверти, проиграв первые три со счетом 10-0, 10-0 и 7-0, соответственно.

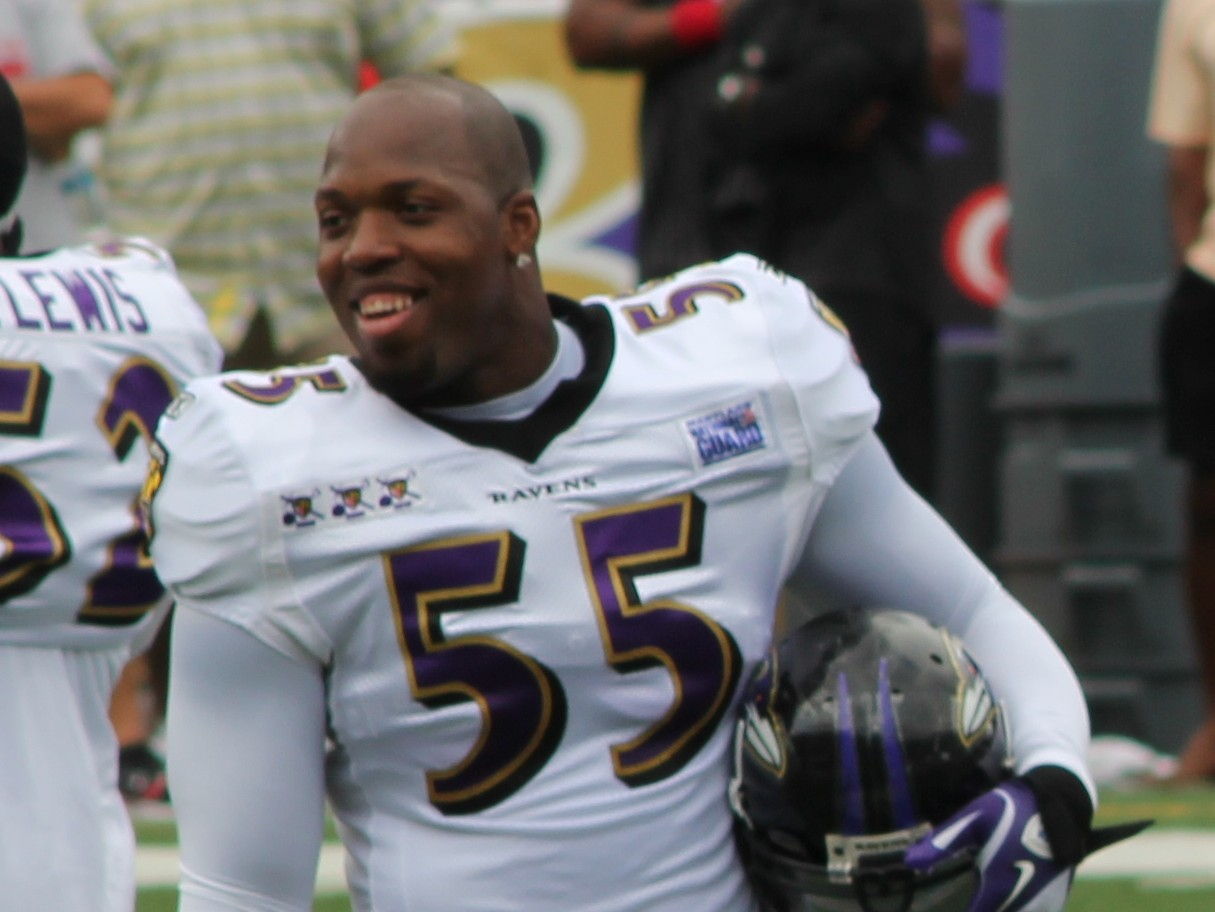
Террелл Саггз, дефенсив энд «Балтимор Рэйвенс».

Череда неудач началась для «Рэйвенс» в следующем матче — на выезде, с «Нью-Ингленд Пэтриотс». Игра закончилась со счетом 27-21 в пользу «Пэтриотс», остановивших последний драйв «Балтимора» в десяти ярдах от своей зачетной зоны за 28 секунд до конца матча. Через неделю победный драйв на последних секундах матча удался «Цинциннати Бенгалс» и «Рэйвенс» потерпели поражение со счетом 17-14. На следующей неделе «Воронов» огорчили «Миннесота Вайкингс»: 31-33 по итогам матча, и не забитый Стивеном Хаушкой филд гол в конце четвертой четверти перечеркнул усилия Джо Флакко, бросившего рекордные в своей карьере 385 ярдов за матч, и Рэя Райса, пробежавшего 117 ярдов.
На следующей неделе «Рэйвенс» принимали «Денвер Бронкос». Два филд гола Хаушки в первой четверти и возврат кик-оффа в самом начале третьей дали «Балтимору» комфортное преимущество 13-0, и позволили одержать победу с разгромным счетом 30-7. Это поражение стало для «Бронкос» первым в сезоне (6-1), в то время, как «Балтимору» победа позволила лишь сделать положительной разницу побед и поражений (4-3). Но уже через неделю «Вороны» были полностью переиграны соседями по дивизиону «Цинциннати Бенгалс», которые на этот раз победили дома со счетом 17-7.
В своей следующей игре «Балтимор Рэйвенс» в ходе Monday Night Football победили «Кливленд Браунс» (16-0). Уверенной победе не помешал даже тот факт, что Стивен Хаушка не смог забить филд гол и реализацию, потеряв, тем самым, четыре очка для своей команды. После этого матча Хаушка был уволен, а на его место пришел кикер Билли Кандифф.
На одиннадцатой неделе «Рэйвенс» играли с ещё одним соперником, не имевшим в сезоне ни одного поражения — «Индианаполис Колтс». По результатам встречи победная серия «Колтс» не прервалась: «Балтимор» проиграл 17-15, не сумев совершить ни одного тачдауна. Все очки были набраны кикером — Кандифф забил 5 из 6 филд голов. Этот проигрыш опустил «Рэйвенс» на третье место в дивизионе Север АФК.

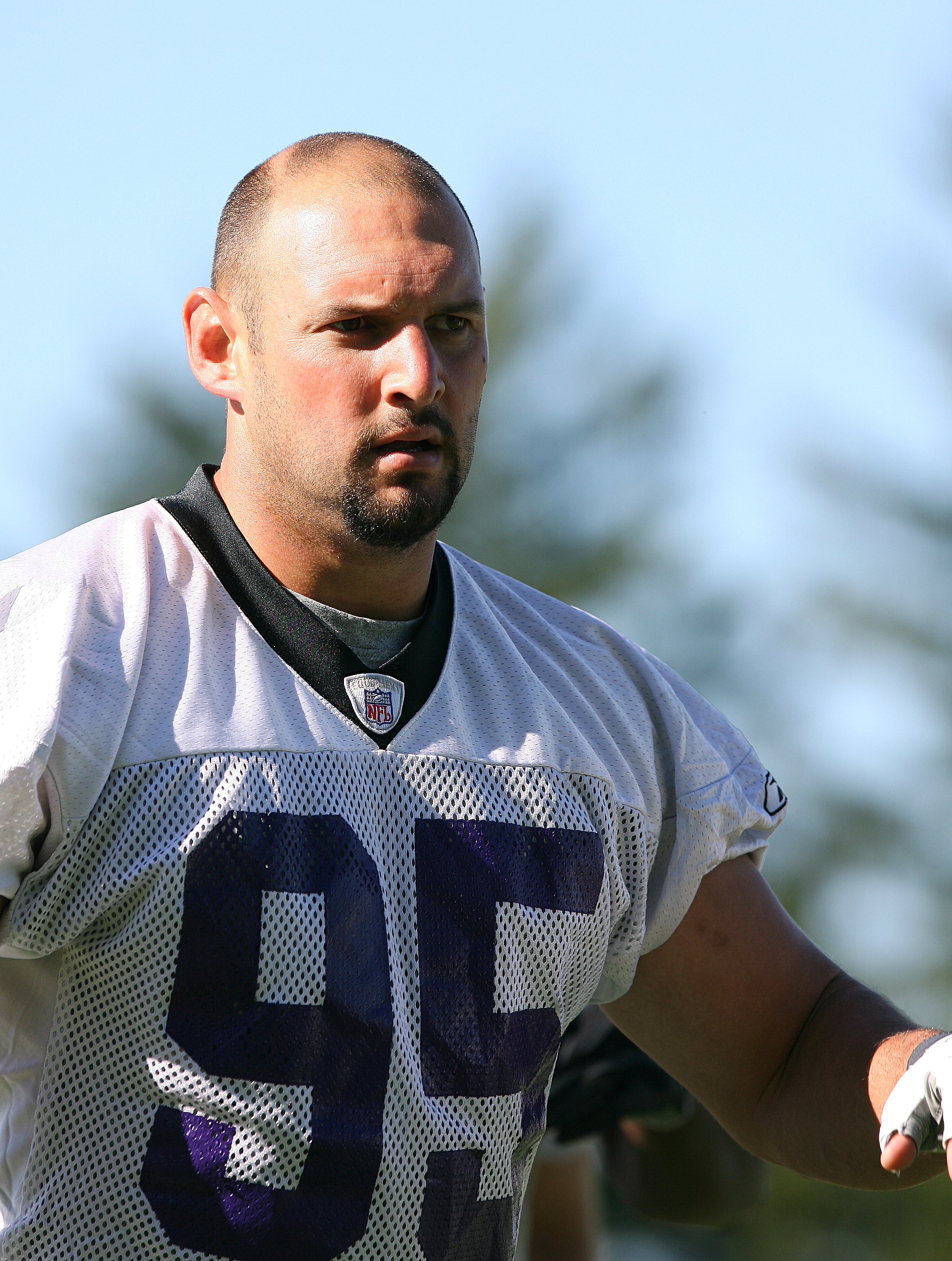
Джаррет Джонсон — лайнбекер, проведший девять сезонов за «Балтимор» (2003—2011).

После этого команда одержала победу над «Питтсбург Стилерз», игравшими без своего основного квотербека Бена Ротлисбергера (филд гол в овертайме забил Билли Кандифф). Однако следующий же матч был проигран «Грин Бэй Пэкерз» со счетом 27-14. Это ещё раз в сезоне 2009 привело к равновесию побед и поражений для «Рэйвенс»: 6-6.
Через неделю «Балтимору» удалось разгромить команду из северного дивизиона НФК «Детройт Лайонс» (48-3), а ещё через неделю «Вороны» не оставили камня на камне от ещё одного представителя Севера НФК — «Чикаго Беарз» (31-7). Результат 8-6 выводил команду на промежуточное второе место в своем дивизионе и делал пятыми сеянными перед плей-офф. В предпоследнем матче основного сезона у «Рэйвенс» был превосходный шанс гарантировать себе место в плей-офф, обыграв своих соседей по дивизиону «Питтсбург Стилерз», но, набрав 11 нарушений и не забив несколько реализаций, «Балтимор» потерпел поражение (23-20). Тем не менее, шансы на плей-офф оставались. Для этого необходимо было побеждать «Окленд Рэйдерс», что «Балтимор» и сделал (21-13), заняв после этого второе место в своем дивизионе и шестое — в своей конференции.
Первую игру раунда уайлд-кард «Рэйвенс» начали превосходно, проведя в первой же четверти матча против «Нью-Ингленд Пэтриотс» три тачдауна (один из них — вынос Рэя Райса на 83 ярда после первого же розыгрыша мяча) и забив филд гол. Матч завершился со счетом 33-14 в пользу «Балтимора». Второй же матч — с «Индианаполис Колтс» начался куда менее удачно: два тачдауна в конце первой половины игры обеспечили «Колтс» удобный счет (17-3), который им удалось удержать во второй половине (20-3). Таким образом, «Рэйвенс» завершили сезон 2009 после второго раунда плей-офф, одержав 9 побед и потерпев 7 поражений в регулярном чемпионате.

#### 2010
После сезона 2009 «Рэйвенс» произвели ряд точечных усилений, приобретя уайд ресивера Анкуана Болдина, выступавшего за «Аризона Кардиналс», и подписав свободного агента Ти Джея Хушманзаде, уволенного из «Сиэтл Сихокс». Кроме них к команде присоединились запасной квотербек Марк Болджер из «Сент-Луис Рэмс» и уайд ресивер Данте Сталлворт, контракт с которым разорвали «Кливленд Браунс».

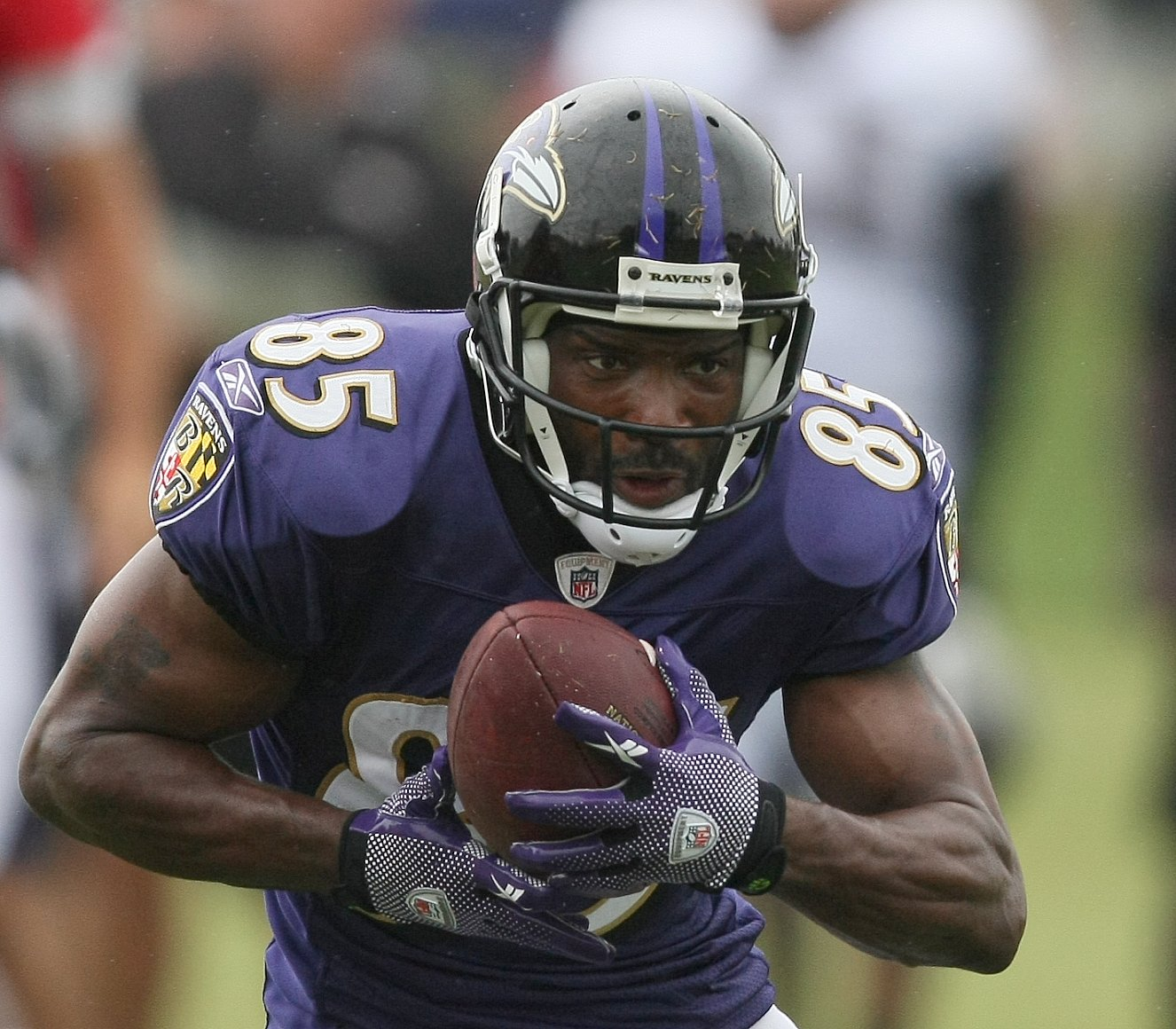
Дэррик Мэйсон выступал за «Рэйвенс» с 2005 по 2010 годы.

На драфте были выбраны тайт энды Деннис Питта, Эд Диксон, дефенсив тэклы Терренс Коди и Артур Джонс, лайнбекер Серджио Киндл и уайд ресивер Дэвид Рид.
Начался сезон для «Рэйвенс» с непростой гостевой победы над «Нью-Йорк Джетс» (10-9), за которой последовало гостевое поражение от «Цинциннати Бенгалс» (10-15). Неделю спустя «Балтимор» обыграл своих соседей по дивизиону — «Кливленд Браунс» (24-17), затем — еще одних соседей («Питтсбург Стилерз», 17-14), и, наконец, «Денвер Бронкос» (31-17).
Победная трехматчевая серия прервалась после выездного поражения от «Нью-Ингленд Пэтриотс» (20-23 с победным филд голом в овертайме). Через неделю «Рэйвенс» провели сложный матч против «Баффало Биллс», но на этот раз смогли добиться победы в овертайме (37-34).
Выдав серию из четырех побед подряд в заключительных матчах регулярного сезона, «Балтимор Рэйвенс» гарантировали себе место в плей-офф, однако не гарантировали первого места в своей конференции. Хорошая статистика 12-4 оказалась недостаточно хороша: «Питтсбург Стилерз» могли похвастаться такими же цифрами, да к тому же они одержали больше побед внутри дивизиона, чем «Рэйвенс». «Балтимору» пришлось начать с уайлд-кард.
В первой игре плей-офф «Рэйвенс» легко разгромили игравших на своем поле «Канзас-Сити Чифс» (30-7, единственный свой тачдаун «Вожди» сделали в первой четверти). Однако в следующем матче «Балтимор», проиграв 14-0 третью четверть, уступили «Питтсбург Стилерз» со счетом 31-24, подведя, тем самым, итог сезона — 13-5.

#### 2011
Сезон 2011 стал одним из самых успешных за всю историю «Балтимор Рэйвенс». Команда начала год с крупной победы в дивизионном дерби над «Питтсбург Стилерз» (35-7) и одержала ещё ряд знаменательных побед в ходе регулярного сезона (34-17 над «Нью-Йорк Джетс» на третьей неделе, 29-14 над «Хьюстон Тексанс» на шестой неделе и 23-20 над «Питтсбург Стилерз» на девятой неделе).
На двенадцатой неделе сезона главный тренер «Рэйвенс» Джон Харбо вывел свою команду на матч против «Сан-Франциско Форти Найнерс», которых с 2011 года тренировал родной брат Джона — Джим Харбо. «Рэйвенс» одержали победу со счётом 16-6, установив, по ходу матча, рекорд франшизы — 9 сэков за матч на квотербеке соперника (3 из них на счету лайнбекера Террелла Саггза).

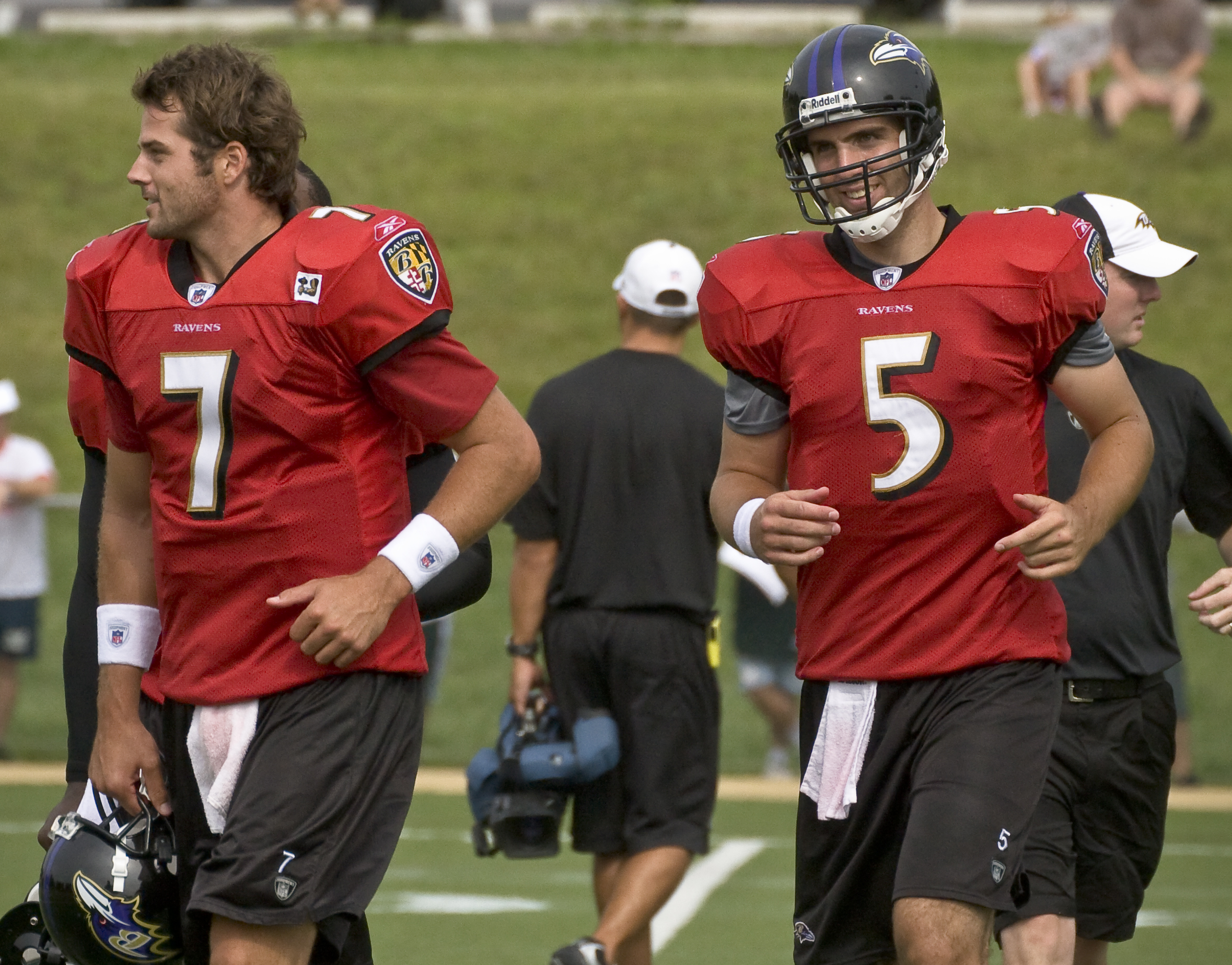
Джо Флакко (справа) во время тренировочного лагеря 2008 года.

Последнюю игру регулярного сезона 2011 года «Балтимор» провел в гостях — со счётом 24-16 были обыграны соседи по дивизиону Север АФК «Цинциннати Бенгалс». Таким образом «Рэйвенс» установили сразу несколько рекордов: 6-0 по играм внутри дивизиона, 6-0 против команд, вышедших в плей-офф и общий счет 8-0 по матчам, сыгранным дома. Ожидания болельщиков от выступления команды в плей-офф были чрезвычайно высоки, но к ним примешивалось беспокойство от непостоянной игры стартового квотербека Джо Флакко и нападения «Рэйвенс» — именно на нападение возлагалась вина за четыре выездных поражения в играх с командами, которых «Вороны» обязаны были побеждать: «Теннеси Тайтанс», «Джексонвиль Джагуарс», «Сиэтл Сихокс» и «Сан-Диего Чарджерс».

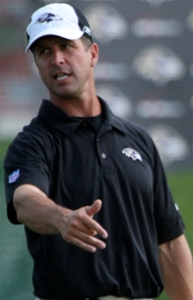
Главный тренер «Рэйвенс» Джон Харбо.

Сомнения не были развеяны и после победы в первой игре плей-офф против «Хьюстон Тексанс»: результат 20-13 был сохранен во многом благодаря самоотверженной игре обороны, а вот игра Флакко и линии нападения в целом была признана многими экспертами крайне неубедительной.
В матче за место в Супербоуле «Рэйвенс» встретились с «Нью-Ингленд Пэтриотс». После трёх приблизительно равных четвертей квотербек «Пэтс» Том Брэди занёс тачдаун и вывел тем самым свою команду вперед: 23-20. За 38 секунд до конца игры Джо Флакко бросил пас в тачдаун на принимающего Ли Эванса, однако пас не был пойман. У кикера Билли Кандиффа оставалось 15 секунд для того, чтобы ударом с 32 ярдов принести три очка и овертайм своей команде, однако Билли промахнулся. Таким образом «Рэйвенс» остановились в одном шаге от участия в Супербоуле-2011, в котором «Нью-Ингленд Пэтриотс» встретились с «Нью-Йорк Джайентс».
По итогам сезона Террелл Саггз получил награду как лучший оборонительный игрок года.

## Соперничества
Они имеют соперничество против соперников по дивизиону «Питтсбург Стилерз».

## Достижения
Победители чемпионата лиги (2)
- Победители Супербоула (2)
  - 2000 (XXXV), 2012 (XLVII)

Победители конференции (2)
- АФК: 2000, 2012

Победители дивизиона (4)
- Север АФК: 2003, 2006, 2011, 2012